# 革叶桤叶树
革叶桤叶树（学名：Clethra bodinieri var. coriacea）为桤叶树科桤叶树属下的一个变种。

## 扩展阅读
- 維基物種上的相關：革叶桤叶树